# Napoleone perdona i ribelli al Cairo
Napoleone perdona i ribelli al Cairo, anche noto come Napoleone che grazia i ribelli del Cairo (Bonaparte fait grâce aux revoltés du Caire, 23 Octobre 1798), è un dipinto di storia del pittore francese Pierre-Narcisse Guérin.
La tela fu commissionata per essere esposta al palazzo delle Tuileries. Venne esposta al Salone del 1808 che si svolse al Louvre di Parigi. Oggi si trova alla reggia di Versailles.

## Descrizione
L'opera ritrae un evento che ebbe luogo il 23 ottobre del 1798, durante l'invasione francese dell'Egitto. Dopo la repressione della rivolta del Cairo, scoppiata tre giorni prima, Napoleone concesse la grazia ad alcuni dei capi della ribellione. Il generale francese Gioacchino Murat si trova dietro di lui, appoggiato a un cannone e in uniforme da ussaro. Nella parte destra del quadro si trovano i capi della rivolta e i dragoni dell'esercito francese, mentre al centro si trova l'interprete che traduce il discorso di Napoleone. Questo fu uno dei tanti quadri realizzati in quel periodo che ritraevano Napoleone mentre mostrava clemenza verso i nemici vinti.